# آدم معمولی
آدم معمولی نام اولین آلبوم از گروه ایرانی کیوسک است که در ۱۵ ژوئیه ۲۰۰۵ منتشر شد.

## ترانه‌ها
1. روزمرگی | Dailiness
2. ترانه | Song
3. تقصیر من بود | My Bad
4. زوربای ملایری | Zorba The Malayeri
5. صبح شد | It's Morning
6. ای داد از عشق | Whats About Love
7. قانون خم شده | Bent Reules Blues
8. جاده خوشبختی | Road To Happiness
9. آدم معمولی | Ordinary Man